# Ralph Rich
Ralph McMaster Rich (ur. 22 stycznia 1916, zm. 18 czerwca 1942) – amerykański pilot myśliwski marynarki, służący w początkowym okresie wojny na Pacyfiku w eskadrze VF-6 lotniskowca USS „Enterprise” (CV-6).
Na początku 1942 roku pilotując samolot myśliwski Grumman F4F-3 Wildcat wziął udział w rajdach Task Force 16 na wyspy Marshalla i atol Wake. Podczas bitwy pod Midway wyróżnił się w obronie samolotów torpedowych eskadry VT-6 swojego okrętu atakujących japońskie lotniskowce admirała Chūichi Nagumo, a następnie zestrzeliwując japoński samolot torpedowy Nakajima B5N z lotniskowca „Hiryū” w obronie USS „Yorktown” (CV-5).
Po powrocie „Enterprise” do Pearl Harbor, razem z innymi doświadczonymi pilotami został przeniesiony do prowadzenia działalności szkoleniowej na terenie kontynentalnych Stanów Zjednoczonych. Przed wylotem na kontynent, 18 czerwca zginął jednak w wypadku lotniczym w trakcie lotu ćwiczebnego nad Hawajami. Pośmiertnie został odznaczony Navy Cross oraz Purple Heart